# Pocono Raceway

Kaart van het circuit

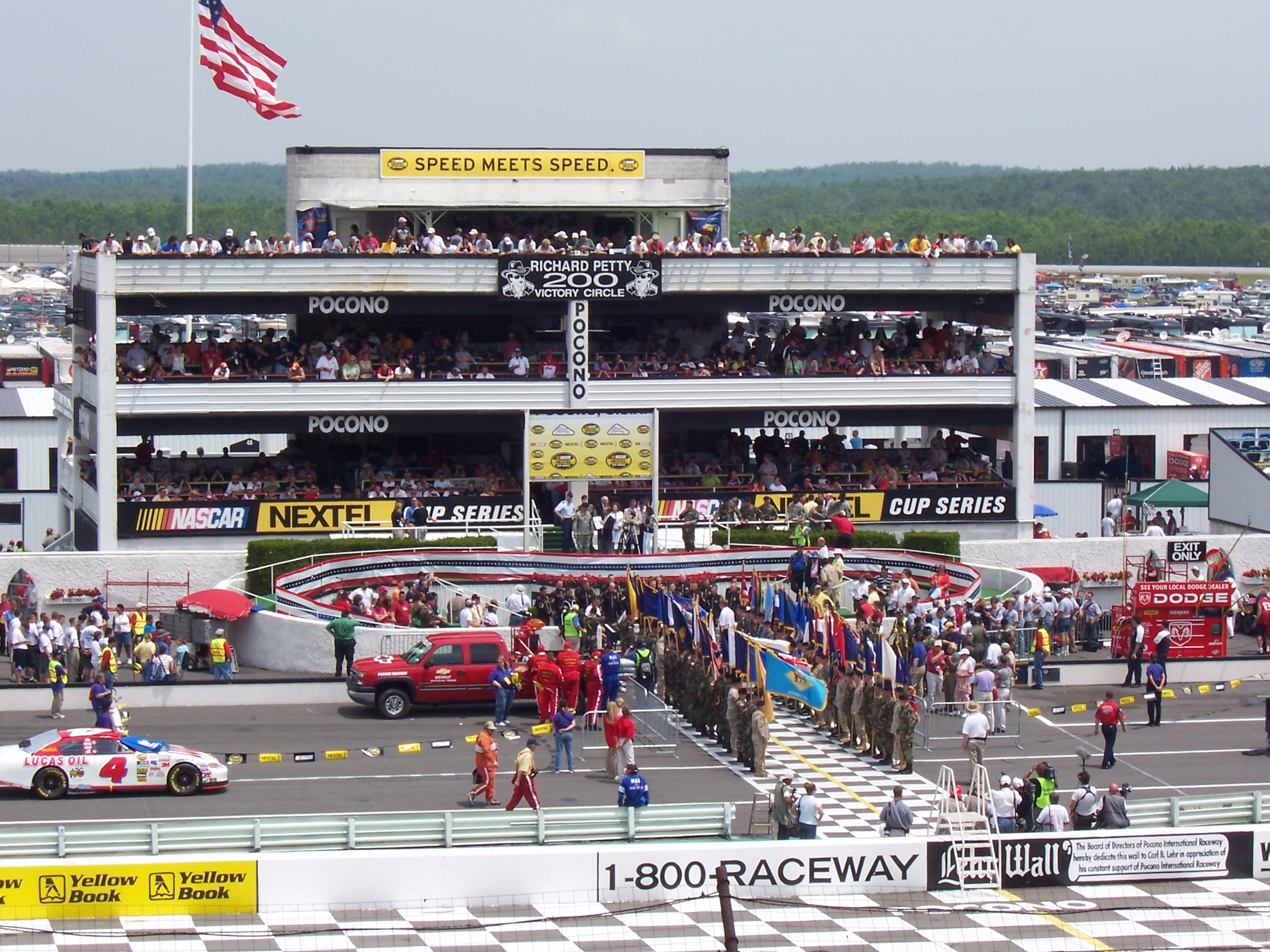
Pocono Raceway

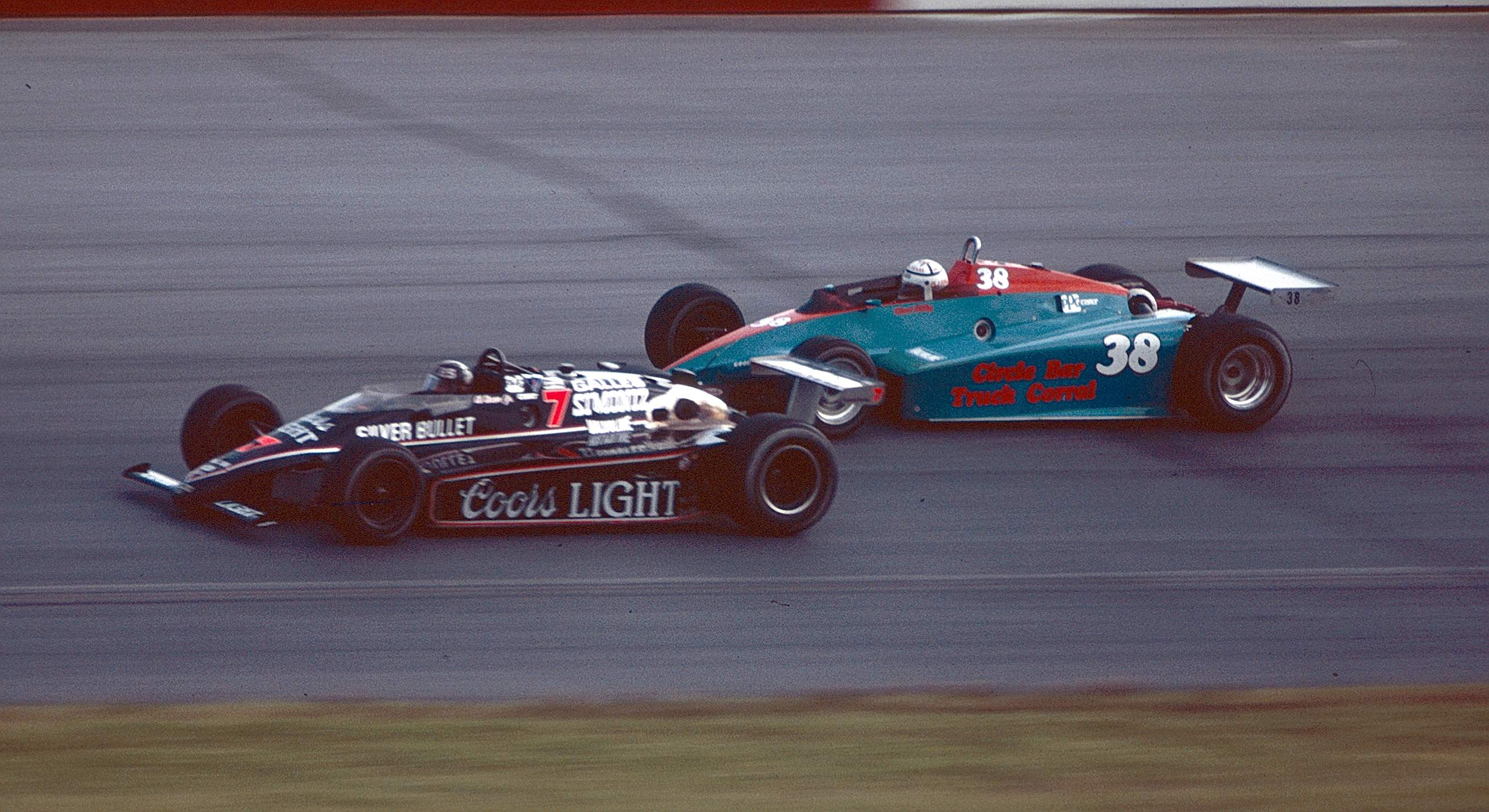
Al Unser Jr. (zwarte wagen) en Chet Fillip op Pocono Raceway, 1984

Pocono Raceway is een racecircuit gelegen in Long Pond, in de streek van Pocono Mountains in de staat Pennsylvania. Het circuit werd in 1974 in gebruik genomen. De lay-out van het circuit is driehoekig en het heeft een lengte van 4 km. Momenteel worden op het circuit twee keer per jaar NASCAR Sprint Cup races gehouden.
Van 1971 tot 1979 werd er jaarlijks een race gehouden voor het USAC Championship Car kampioenschap, de voorloper van de Champ Car. Toen het Champ Car kampioenschap van start ging in 1979, hield de USAC dat jaar nog een eigen beperkt kampioenschap waarvan de race op Pocono deel uitmaakte. Vanaf 1980 stond het circuit op de kalender van het Champ Car kampioenschap. De laatste Champ Car race op het circuit werd gehouden in 1989. Op 30 september 2012 werd bekendgemaakt dat de IndyCar Series voor de allereerste keer zal gaan racen op het circuit, dit zal gaan gebeuren op 7 juli 2013.

## Winnaars op het circuit
Winnaars op het circuit van een race uit de Champ Car-kalender.
| Jaar | Rijder         |
| ---- | -------------- |
| 1980 | Bobby Unser    |
| 1981 | A.J. Foyt      |
| 1982 | Rick Mears     |
| 1983 | Teo Fabi       |
| 1984 | Danny Sullivan |
| 1985 | Rick Mears     |
| 1986 | Mario Andretti |
| 1987 | Rick Mears     |
| 1988 | Bobby Rahal    |
| 1989 | Danny Sullivan |